# برج النخيل (الرياض)
برج النخيل ، هي إحدى أبراج ناطحة السحاب في مدينة الرياض ، وبالتحديد في حي النخيل على طريق الملك فهد ، وهي برج متعددة الاستخدامات ، وتعد هي من أطول 5 مباني في مدينة الرياض وارتفاعه يبلغ نحو 200 متر ، ولها 26 طابقاً فوق سطح الأرض و4 طوابق تحت الأرض ، وبدأ البناء سنة 2008م وانتهت سنة 2011م.

## المصدر
1. ↑  Nakheel Tower, Riyadh | 906021 | EMPORIS نسخة محفوظة 06 أكتوبر 2014 على موقع واي باك مشين.